# 天觀雙俠
《天觀雙俠》，台灣旅港作家鄭丰 （陳宇慧）所創作的武俠小說，是作者本人的處女作。《天觀雙俠》為台灣所使用的名稱，分別取兩名主角趙觀與凌昊天後二字而成；其餘地區則使用《多情浪子癡情俠》作為書名，「多情浪子」指趙觀、「癡情俠」指凌昊天。
作者鄭丰用了近八年得時間創作，約是新婚1998年至2005年完成。最初投稿多家出版社不被看好，後適逢紅袖添香網站和中華書局舉辦「2006武俠小說大賽」，在朋友介紹下上傳至網路上，並且脫穎而出獲得最高榮譽大獎，因此得以打響名號。

## 故事概述
以明朝嘉靖年間為背景，講述兩個個性身分截然不同的少年—趙觀、凌昊天，命運交錯，共同經歷一連串詭譎狡詐的事件。
趙觀出身青樓，生父不詳，遇上一家滅門遽變，孤身流落江湖，結識浪子成達和虎山凌氏一家，得知成達和雲龍英皆可能是其父親。他靠著母親傳授的毒術絕學和浪子成達傳授的刀法，僥倖取得百花門主之位。任性好玩的淩昊天出身名門世家，喜愛偷走下山遊玩，一次遇然結識丐幫「犬馬雙丐」，又遇上爺爺凌滿江，終被母親押回虎山。
趙觀繼任百花門主後，化名江賀藏身江南，巧與青幫結交，相助青幫平定內亂，更當上青幫辛武庚武兩壇壇主。後因護衛陳氏雙姝而失手被藏教喇嘛所擒，因禍得福習得藏傳密教高深內功「拙火無上定神功」，並逐漸掌握當年一家滅門的線索。凌昊天被母親押回虎山後，終於肯定心學武學醫，習得醫俠夫婦一身醫術武藝。他無意間得知青梅竹馬的師妹鄭寶安即將與大哥凌比翼訂親，深受打擊，傷心下離家出走。下虎山後他援丐幫、會武當、訪少林，與當世高手分庭抗禮，傲視天下。此後因緣際會，習得神奇內功「無無神功」，並與天風四奇不打不相識，獨闖天風堡，連過七關，練成絕學，更與天下第一美女蕭柔結下知音之緣。
趙觀巧遇風華絕代而又神祕難測的朝鮮公主，隨之出海被劫走的朝鮮小王子，卻意外捲入朝鮮幼主繼承王位之爭。回到中土之後，趙觀繼續追查當年滅門血案的仇家，竟追溯至大明奸臣嚴嵩家中，並意外遇見成達、雲龍英以外的「第三個爹」清召。凌昊天初出江湖，迭立大功，卻受人誣陷，背負殺害多位正派武林人士的黑名，又遇修羅會與藏教喇嘛追殺，正邪兩派群起圍攻。趙觀發現火教驚人內幕，再挺身相助小三兒逃出險境，並陪伴他暫離中原是非，遠遁塞外。他們深入戈壁，尋得萬馬之谷，在大漠開創「天觀馬場」，並結交蒙古王族。一對豪傑馳騁大漠，馴馬游居，過了一段與世無爭的逍遙日子。
與世隔絕兩年之後，凌昊天與趙觀又因江湖恩仇而重入江湖。二人各自在丐幫、青幫中大展身手，成為幫中幫主，並與新任龍幫幫主鄭寶安聯手抵禦外侮，保衛家國。連番追查之下，他們終於得知一連串事件的幕後黑手，乃是火教段獨聖之女修羅王。然而最後關頭，凌昊天卻願意放下仇恨，留她一命。
趙觀多年來到處留情，結識眾多紅顏知己，最終六位姑娘皆為他所娶。凌昊天與鄭寶安迭經誤會分離，凌昊天於多番糾結後，方願意道出心聲，與鄭寶安定情。鄭寶安卻為救凌昊天，遠赴東瀛(日本)，而在日本本能寺之變之後失蹤。
多年以後，青幫和丐幫於二人帶領下，日漸興盛。趙觀早已成家，凌昊天卻仍在等待鄭寶安回來。趙觀打定主意，替凌昊天於東瀛把鄭寶安找回來。又好幾年以後，凌昊天收到趙觀通知回家，終與鄭寶安團聚。

## 出場角色

### 主要人物
- 趙觀：本書男主角，從小在青樓成長的他，面貌清秀俊雅，個性卻圓滑狡黠、足智多謀，生父不詳的他在親娘被仇家殺害，一家滅門遽變之後，懷著母親傳給他的奇門毒術，獨身闖蕩天涯，憑著自身聰明機智，涉入複雜多變，人心險惡的江湖。性格多情，跟他有過情緣的女子不只六個，終多數成為他的妻子。任百花門主及青幫幫主。
- 凌昊天：本書男主角，父母是武林中頂級人物的他，出身醫俠名門世家，集萬千寵愛與尊榮於一身，但個性調皮搗蛋、古靈精怪的他卻不甘被束縛，總是想方設法縱性而為，令眾人束手無策，對他頭痛不已。與火教段獨聖之女修羅王為世仇，最終卻放下仇恨，留她一命。一直喜歡鄭寶安，幾經曲折後終與她定情。任丐幫幫主。
- 鄭寶安：本書第一女主角，凌昊天的情人，與凌昊天是青梅竹馬，同是也是凌昊天母親秦燕龍的親傳弟子，本與凌昊天的大哥凌比翼有過婚約，但在凌比翼死後，卻發現自己愛的是凌昊天。為了救凌昊天與伊賀夫人去了東瀛，卻於本能寺之變中不知去向，多年後才能回國。曾任龍幫幫主。

### 趙觀情人
- 周含兒：蘇州妓女，周明道學士的女兒，兒時曾蒙趙觀搭救，並帶她回家，但最後還是不幸落入風塵，化名方柔卿。曾幫助趙觀攻打崇明會，最後嫁給趙觀。
- 丁香：百花門火鶴堂門人，從小到大服侍趙觀，曾在青竹訓練趙觀時幫助趙觀，最後嫁給趙觀。
- 李畫眉：青幫中人，外號「南國初春」，青幫壇主李四標的獨生女。曾引薦趙觀入青幫，趙觀最後為了感謝李四標的提拔，娶了李畫眉。
- 陳如真：陳近雲的二女兒，兒時也曾被趙觀救過，純真可愛，癡癡迷戀趙觀，最後嫁給趙觀。
- 李彤禧：朝鮮公主，為了救自己的弟弟而認識趙觀，但在救出王子之後，趙觀卻發現李彤禧是個有權力慾的女人，十分失望。為了向趙觀證明自己，曾去塞外找過趙觀，最後嫁給趙觀，也是趙觀極為看重的一位夫人。
- 司空寒星：外號「冷眼煞星」，死神司空屠和青竹的女兒。個性偏冷，活在父親陰影下，被父親輕薄，凡事也只聽命父親，不懂人家許多常識。趙觀曾在野外與其一夜風流，加上感謝青竹對他的照顧，最終娶了司空寒星。

### 虎山
- 凌霄：虎嘯山莊莊主，鼎鼎大名的醫俠，燕龍之夫，曾與燕龍二人率領正教武林人士殲滅火教，及後雙雙歸隱虎山。
- 秦燕龍：凌霄之妻，於火教事件後隱居虎山，不久誕下雙胞胎。曾任龍幫幫主，行事機靈果決，於幫中甚有影響力。
- 凌比翼：凌家大兒子，卻是火教教主段獨聖的遺孤，曾與鄭寶安有過婚約，被弟弟凌雙飛誤殺而死。
- 凌雙飛：凌比翼的雙生子弟弟，同樣是段獨聖遺孤，錯手殺死凌比翼，最終決定出家修煉。曾任龍幫幫主。
- 凌昊天：凌家三兒子，個性調皮，常偷走下山遊玩。詳細參見主要人物。

### 百花門
- 百花婆婆：真名戚流芳，創立百花門，專收女子為徒。
- 白水仙：水仙堂第一任堂主，百花門第二任門主，身中奇毒，深入骨髓而死。
- 蕭百合：百合堂第一任堂主，數年前北山山寨被人攻破，自殺身死。
- 姬火鶴：火鶴堂第一任堂主，得百花婆婆真傳，同時亦為趙觀母親，也是煙水小弄情風館主劉七娘。一夜間遇上滅門遽變，被害身亡。
- 白蘭兒：水仙堂第二任堂主，曾參與爭奪門主之位，後成為百花門傳功長老。
- 蕭玫瑰：百合堂第二任堂主，蕭百合之女，曾參與爭奪門主之位，後成為護法長老。為青竹所殺。
- 趙觀：火鶴堂第二任堂主，後成為百花門第三任門主，化名上官千卉。詳細參見主要人物。
- 紫薑：曾參與爭奪門主之位，後成為百花門執法長老。
- 小菊：百合堂門下子弟，後成為百花門考績長老。為青竹所殺。
- 青竹：火鶴堂門下子弟，跟隨姬火鶴最久的弟子之一。幫助趙觀成為百花門門主，後成為善財長老。因不忍女兒司空寒星受辱而出賣百花門，最後用萬蟲囓心蠱自殺而死。

### 青幫
- 趙自詳：青幫幫主，武功平平，年紀老邁，對手下的約束力日漸衰弱。後立趙觀為幫主。
- 李四標：甲武壇主，外號「江南一條龍」以李家飛刀聞名，李畫眉之父。
- 林伯超：乙武壇主，庚武壇主林小超之父，計畫爭奪幫主之位。
- 年大偉：丙武壇主，故大老年效舜的兒子，家族掌握天津多年，勢力龐大。
- 牛十七：丁武壇主，擁護林伯超，被趙觀使計擒住，後被革職。
- 吳長升：戊武壇主，趙自詳的親信，拒從林小超反叛，被他出手偷襲而死。
- 林小超：庚武壇主，林伯超之子，反叛事敗後加入崇明會。
- 苗立人：辛武壇主，急病去世，引起幫內權力鬥爭。
- 趙觀：化名江賀，新任辛武庚武兩壇壇主，後成為新一任青幫幫主。詳細參見主要人物。
- 郭淺川：辛武壇幫眾，後繼趙觀成為新任辛武壇主。
- 田忠：戊武壇香主，外號「蛟龍刀」，曾與年幼的趙觀相遇。後成為新任戊武壇主，兼任乙武壇主。
- 馬賓龍：丁武壇香主，後成為新任丁武壇主。
- 張磊：甲武壇香主，李四標之徒弟，鍾情李畫眉。
- 祁奉本：幫主趙自詳四女婿，青幫元老。
- 邵十三老：幫主趙自詳身邊的總管，青幫元老。

### 丐幫
- 吳三石：丐幫幫主，原打算把傳幫主之位給賴孤九，後被他所作之惡氣得勃然大怒，得病而死。
- 賴孤九：丐幫傳令長老，得幫主吳三石親傳打狗棒法。心胸狹窄，忌諱凌昊天。吳三石死後，偷走打狗棒，自稱幫主繼承人。奸計失敗後加入崇明會。
- 凌昊天：得幫主吳三石賞識，協助丐幫除去賴孤九後，受幫眾奉為新一任幫主。詳細參見主要人物。
- 三腿狗：丐幫長老，與一里馬合稱「犬馬雙丐」。
- 一里馬：丐幫戒律長老，與三腿狗合稱「犬馬雙丐」，被賴孤九暗算，砍斷手臂，打成重傷。
- 明眼神：丐幫長老，雙目失明，耳音敏銳，能以耳代目。被賴孤九誣陷是殺害幫主吳三石的兇手。
- 王彌陀：丐幫掌缽長老，外表癡憨，卻是外功高手。
- 木瓜：丐幫長老，死於武當山腳下。

### 龍幫
- 雲龍英：龍幫幫主，被洪泰平暗算而死。可能為趙觀生父，亦曾接趙觀至龍宮居住。
- 雲夫人：雲龍英之妻，鄙夷趙觀，覬覦龍宮及龍幫產業，計畫據為己有。
- 雲非凡：雲龍英之女，武林三大美女之一。本鍾情凌比翼，後移情於凌雙飛，終受凌雙飛冷落遺棄，性情大變，趨於瘋癲。
- 鄭寶安：秦燕龍的親傳弟子，與雲非凡對劍獲勝，成為龍幫新一任幫主，至洪泰平死後離開龍幫。詳細參見主要人物。
- 葉揚：龍幫首腦，雲龍英生前的左右手。
- 胡偉：雲龍英的首徒，與雲夫人不和。
- 林百年：龍宮的大執事，主管宮中事務十餘年。
- 阮維貞：龍幫地方首腦，與雲夫人不和。
- 鐵聰：龍幫地方首腦，雲龍英的親信舊部。

### 九大派
- 清聖：少林掌門方丈，被薩迦派喇嘛假扮凌昊天暗殺而死。
- 清召：少林降龍堂主，嗜酒如命，可能為趙觀生父。
- 通寶：小沙彌，少林第六十四代弟子，清召是他的師叔祖。
- 石昭然：天龍劍派掌門，曾假意救助被圍攻的凌昊天，其實只為得到天風堡的武功。
- 石珽：天龍劍派少主，石昭然之子，喜歡文綽約，與凌昊天為好友，被黑寡婦使毒所殺。
- 鞏千帆：華山掌門，故意被凌昊天抓住作為人質，讓他逃走。
- 許飛：點蒼離囂觀主，與凌霄、陳近雲結拜為兄弟，合稱「青天三俠」。

### 修羅王及其黨羽
- 修羅王：修羅會首領，火教段獨聖之女，同時是公主之身及嚴世藩之妻。
- 洪泰平：東廠太監，於少林寺偷學武藝，法號清顯，殺死雲龍英的兇手。
- 司空屠：武尊伊賀大郎的徒弟，人稱「死神」。
- 沙盡：武尊伊賀大郎的徒弟，人稱「瘟神」。
- 大喜法王：薩迦派法王，殺死清聖方丈的兇手。
- 司空寒星：請參見趙觀情人。

### 其他人物
- 成達：外號「浪子」，前青幫幫主成傲理之子，於青幫甚有影響力。可能為趙觀生父，性格上亦最為相似。
- 陳近雲：關中大俠，陳如真之父，妻子赤兒，與許飛、凌霄結拜為兄弟，合稱「青天三俠」。
- 陳若夢：陳近雲的大女兒，陳如真的姊姊，不喜歡趙觀。
- 陳浮生：陳近雲的幼子，曾為二姊到大漠尋找趙觀。
- 康箏：外號「琴仙」，九老之一，琴技高超，曾教凌昊天彈琴。
- 松鶴老：康箏的表弟，曾以簫技與康箏湖上鬥樂。
- 山兒：從小生在山中長大的少女，未與人接觸，不太會說話。
- 江氏兄弟：江晉和江明夷，九老之一常清風的徒弟。有斷袖之癖，中意凌比翼。
- 程無垠：劍客，外號「斷魂劍」，號稱「一劍殺一人，三招必斷魂」。
- 文綽約：武林三大美女之一，雪族中人，苦戀凌昊天，曾遠赴大漠探望之，最後嫁給蒙古王子。
- 戚繼光：登州衛指揮僉事，後聚集志願軍，與三幫一同打退倭寇。
- 風中四奇：風雲、風韻、風采、風情，本名劉云、李韻、采丹、容情，天風堡風老太爺的關門弟子。（老一輩的風中四奇為風影、風葉、風骨、風姿，已退隱。）
- 朴老大：夏浦鎮海盜頭子，朝鮮人，人稱「海盜王」。
- 多爾特：蒙古七王子，趙觀、凌昊天二人於大漠認識的朋友。
- 伊賀大郎：日本人，武功冠絕東瀛，人稱「武尊」，是伊賀隱身人的首領，因練「陰陽無上神功」而得瘋病。
- 伊賀奈子：伊賀武尊之妹，織田信長的夫人，為救織田信長，把會「無無神功」的鄭寶安帶走。